# علم التراجم
علم التراجم هو علم يتناول سير وحياة الأعلام من الناس عبر العصور المختلفة، وهو علم دقيق يبحث في أحوال الشخصيات والأفراد من الناس الذين تركوا آثارا في المجتمع. ويتناول هذا العلم كافة طبقات الناس من الأنبياء والخلفاء والملوك والأمراء والقادة والعلماء في شتى المجالات والفقهاء والأدباء والشعراء والفلاسفة وغيرهم. ويهتمُّ بذكر حياتهم الشخصية، ومواقفهم وأثرهم في الحياة وتأثيرهم ويعتبر علم التراجم عموما فرعا من فروع علم التاريخ.

## علم التراجم عند المسلمين
اهتم المسلمون بعلم التراجم اهتماما كبيرا، وقد بدأت العناية بهذا العلم عندهم بعد عهد الرسول محمد ﷺ بزمن يسير، حيث حرص العلماء على حماية وصيانة المصدر الثاني من مصادر التشريع في الإسلام، وهو الحديث النبوي، حرصوا على صيانته من الكذب والتزوير والغش والتلفيق والدس. فنشأ هذا العلم كقاعدة في تلقّي الأخبار عن الناس وبالأخص فيما يتعلق بالحديث النبوي أولا ومن ثم الآثار المروية عن الصحابة والتابعين وباقي طبقات العلماء خصوصا والناس عموما.
روى مسلم في صحيحه عن مجاهد، قال: «جاء بشير العدوي إلى ابن عباس فجعل يحدث ويقول: قال رسول الله ﷺ ، قال رسول الله ﷺ ، فجعل ابن عباس لا يأذن لحديثه ولا ينظر إليه، فقال: يا ابن عباس مالي لا أراك تسمع لحديثي؟ أحدثك عن رسول الله ﷺ ولا تسمع؟ فقال ابن عباس: إنا كنا مرة إذا سمعنا رجلا يقول قال رسول الله ﷺ ابتدرته أبصارنا وأصغينا إليه بآذاننا، فلما ركب الناس الصعب والذلول لم نأخذ من الناس إلا ما نعرف.»
واستمر العمل على هذه القاعدة من ضرورة معرفة أحوال الرجال ناقلي الأخبار بسبب ضرورة معرفة حال نقلة الأخبار النبوية، وذلك لما ينبني على هذه المعرفة من قبول الأخبار، والتعبد بما فيها لله تعالى، أو رد تلك الأخبار والحذر من اعتبارها ديناً.
وروى مسلم في صحيحه عن ابن سيرين قال: «لم يكونوا يسألون عن الإسناد فلما وقعت الفتنة قالوا سموا لنا رجالكم فينظر إلى أهل السنة فيؤخذ حديثهم وينظر إلى أهل البدع فلا يؤخذ حديثهم»
وجاءت عبارات الأئمة في بيان أهمية معرفة الرواة صريحة وواضحة، وكان من الأهمية بمكان البحث في نواح تفصيلية من حياة الراوي، ونواح استنتاجية (تُستنتج من حديثه وطريقته في التحديث). ومن مباحث هذا العلم: معرفة تاريخ ميلاد الراوي، وتاريخ طلبه للعلم، وممن سمع في سِنِيِّ طلبه العلم، ومن هم الشيوخ الذين يحدث عنهم (من منهم حدث عنه سماعاً، ومن دلس عنه شيئاً من الحديث، أو أرسل عنه)، وما مدة ملازمته لكلّ شيخ من شيوخه، وكيف كان ذاك، وكم سمع منه من الأحاديث والآثار، وكم روى عنه بعد ذلك؛ وهل في شيوخه كثير من الضعفاء والمجاهيل؟ ورحلاته العلمية وما سمع بها من الحديث، أو ما حدّث به؛ ومتى حدّث، وكيف كان يحدِّث؟ (من حفظه، أم من كتابه؛ سماعٌ أم عرض؛ ومن المستملون والوراقون الذين استخدمهم؟)، وكيف كان إقبال الناس عليه، وكم كان عدد الحاضرين عنده؟ وما هي الأوهام التي وقع فيها، والسَّقطات التي أُخذت عليه؟ ثم أخلاق الراوي وعبادته ومهنته؛ وهل كان يأخذ أجراً على التحديث؟ وهل كان عسِراً في التحديث، أم سمحاً بعلمه، أم متساهلاً... ؟.
وتفرّع هذا العلم وانبثق عنه علوم كثيرة متعلّقة بهذا الباب منها علم الإسناد، وهو علم تفرّدته به الأمة الإسلامية عن باقي الأمم، وعلم مصطلح الحديث، وعلم الرجال من ناحية العدالة والتوثيق والضبط وعلم العلل وعلم الجرح والتعديل وغيرها.

### أقسام علم التراجم
هنالك تقسيمات متنوعة لعلم التراجم والكتب العديدة المؤلفة في هذا الباب، فمنها:
- التراجم على الطبقات.
- التراجم على الحروف.
- التراجم على الوفيات.
- التراجم على القرون.
- التراجم على البلدان.

وقسّمهم البعض الآخر على أبواب مختلفة، منها:
- التراجم المتعلقة بمكان معيّن.
- التراجم المتعلّقة بمذهب معيّن.
- التراجم المتعلّقة بفنّ معيّن من العلم.
- التراجم المتعلّقة بشخص معيّن.
- الترجمة الذاتية.

وقد أسهب العلماء المسلمون في التأليف في هذه الأبواب فلا يكاد يخلوا باب منها إلا وصنّفت فيه عشرات الكتب.

#### التراجم على الطبقات والحروف
تعنى كتب التراجم حسب الطبقات بذكر التراجم والتاريخ مرتّبة حسب مكانتهم وقربهم أو بعدهم عن زمن النبوّة. وعموما فإن من أهم وأول كتب التراجم حسب الطبقات هي:
- كتب السيرة النبويّة: حيث أفردوا سيرة الرسول محمد ﷺ بكتب ومؤلفات عديدة ودونوا دقائقها وجميع مراحلها ولم يتركوا منها شاردة ولا واردة إلا وحفظوها لنا. ومن أهم المؤلفات في هذ الباب:

1. سيرة ابن هشام
2. الشفا بتعريف حقوق المصطفى، تأليف القاضي عياض
3. الروض الأنف في شرح سيرة ابن هشام، لأبي القاسم السهيلي
4. الفصول في اختصار سيرة الرسول ﷺ ، لابن كثير
5. الرحيق المختوم، صفي الرحمن المباركفوري
6. نبي الرحمة، محمد مسعد ياقوت
7. زاد المعاد في هدي خير العباد، ابن القيم
8. محمد ﷺ كأنك تراه، عائض القرني
9. فقه السيرة، محمد الغزالي
10. السيرة النبوية، عرض وقائع وتحليل أحداث، علي محمد الصلابي
11. نور اليقين في سيرة سيد المرسلين، محمد الخضري

وغيرها.
- تراجم الصحابة:

دوّن المؤرخون تراجم أصحاب الرسول محمد فحفظوا لنا أسماءهم ودوّنوا سير حياتهم ومشاركة كل واحد منهم مع الرسول محمد ودوره في الإسلام وأعماله ورواياته عن الرسول محمد وحددوا عدد روايات كل صحابي على حدة وحفظوها في كتب تسمى المسانيد:
1. كمسند الإمام أحمد.
2. ومسند الطيالسي.
3. ومسند بقي بن مخلد.
4. ومسند أبي يعلى الموصلي.

و بعضها سمّي بالمعاجم ومنها:
1. المعجم الكبير للطبراني.
2. ومعجم ابن الأعرابي.
3. ومعجم الصحابة لأبي يعلى الموصلي.

أما الكتب التي دونت سير الصحابة فمنها:
1. الصحابة لابن منده.
2. ومعجم الصحابةلأبي نعيم.
3. والاستيعاب في معرفة الأصحاب لابن عبد البر.
4. وأسد الغابة لابن الأثير.
5. والإصابة في تمييز الصحابة لابن حجر العسقلاني.

- تراجم المحدثين:

جمعوا تراجم المحدثين في كتب خاصة بهم منها:
1. الطبقات الكبرى لابن سعد.
2. والطبقات لخليفة بن خياط.
3. والإرشاد في معرفة علماء البلاد للخليلي.
4. وطبقات علماء الحديث لابن عبد الهادي.
5. وتذكرة الحفاظ للذهبي.
6. وطبقات الحفاظ للسيوطي.

وافردوا الثقات منهم بكتب ومنها:
1. الثقات للعجلي.
2. وتاريخ أسماء الثقات لابن شاهين.
3. والثقات لإبن حبان.

وافردوا الضعفاء والمجروحين والوضاعين في كتب ومنها:
1. الضعفاء للبخاري.
2. وأحوال الرجال للجوزجاني.
3. وميزان الاعتدال للذهبي.
4. ولسان الميزان لإبن حجر.

وغيرها من المؤلفات. ومن الكتب الجامعة الشاملة في هذا البا، كتاب سير أعلام النبلاء للذهبي وكتاب البداية والنهاية لإبن كثير.

#### التراجم على البلدان
وهي التي تتعلق بذكر تراجم الأعيان ممن سكن أو جاور أو مرّ بمنطقة أو بلد معيّن. ومن هذه الكتب:
1. تاريخ بغداد للخطيب البغدادي.
2. تاريخ دمشق لإبن عساكر.
3. تاريخ بيت المقدس لإبن الجوزي.
4. تاريخ نيسابور للحاكم النيسابوري.
5. تاريخ جرجان للسهمي.

وغيرها.

#### التراجم على المذهب أو العقيدة
وهي التي تذكر تراجم الإشخاص حسب انتمائهم لمذهب معين. ومن هذه الكتب:
1. طبقات الحنفية : مثال كتاب أخبار أبي حنيفة وأصحابه للصيمري والطبقات السنية في تراجم الحنفية للتقي الغزي.
2. طبقات المالكية : مثال كتاب ترتيب المدارك وتقريب المسالك في معرفة أعلام مذهب مالك للقاضي عياض.
3. طبقات الشافعية : مثال كتاب طبقات الفقهاء للشيرازي. وطبقات الشافعية للسبكي.
4. طبقات الحنابلة : منها مناقب الإمام أحمد لابن الجوزي. وطبقات الحنابلة للقاضي ابن أبي يعلى، وذيلها لابن رجب.

#### التراجم على فن معين من العلم
وهي التي ترجم فيها المؤلفون للأعلام حسب تخصصهم في العلم، أو حرفتهم أو ما اشتهروا به. ومنها:
1. طبقات الحفاظ للذهبي.
2. معرفة القراء الكبار للذهبي
3. طبقات المفسرين للداودي.
4. طبقات المفسرين للسيوطي.
5. الفتح المبين في طبقات الأصوليين لعبد الله بن مصطفى المراغي.
6. طبقات الصوفية للسلمي.
7. كتاب القضاة لأبي عمر الكندي.

وغيرها الكثير.

#### التراجم المتعلقة بشخص معين
وهي التي تختص بذكر سيرة وأحوال شخص بذاته. ومنها:
1. مناقب الإمام أحمد لابن الجوزي.
2. مناقب الإمام الشافعي كتب فيها ابن كثير والبيهقي وابن أبي حاتم الرازي وابن حجر.
3. مناقب الإمام أبي حنيفة لابن المكي.
4. مناقب الإمام مالك للزواوي.

#### التراجم على القرون أو المتعلقة بزمن معين
وهي التي تختص بذكر تراجم الأعيان في عصر من العصور. ومنها:
1. الدرر الكامنة في أعيان المائة الثامنة لإبن حجر.
2. البدر الطالع للشوكاني.
3. الكواكب السائرة بأعيان المئة العاشرة للغزي.
4. خلاصة الأثر في أعيان القرن الحادي عشر للمحبي.
5. سلك الدرر في أعيان القرن الثاني عشر للمرادي.

وغيرها.

#### التراجم على الوفيات
وهي الكتب المتعلقة بذكر تراجم الرحال حسب تأريخ وفاتهم. ومن هذه الكتب:
1. الوافي بالوفيات للصفدي.
2. الوفيات لإبن رافع.
3. الوفيات لإبن قنفذ.

وغيرها.